# 興徳寺 (さいたま市)
興徳寺（こうとくじ）は、埼玉県さいたま市西区にある曹洞宗系の単立寺院。

## 歴史
1682年（天和2年）、見村伝右衛門の開基である。伝右衛門は当地の庄屋であった。ただ、それ以前から「真徳寺」という真言宗の寺があったと伝えられている。上尾市の昌福寺の末寺である。
現在の当寺の本尊は、釈迦如来である。1972年（昭和47年）に安置されたもので、それ以前は虚空蔵菩薩であった。旧本尊の虚空蔵菩薩は、さいたま市の文化財に指定されている。

## 文化財
- 興徳寺木造地蔵菩薩坐像（さいたま市指定有形文化財 昭和50年2月7日指定）[2]
- 興徳寺木造虚空蔵菩薩坐像（さいたま市指定有形文化財 平成7年4月3日指定）[3]
- 興徳寺木造弥勒菩薩坐像（さいたま市指定有形文化財 平成7年4月3日指定）[4]

## 交通アクセス
- 日進駅より徒歩18分。